# Augusta Murray

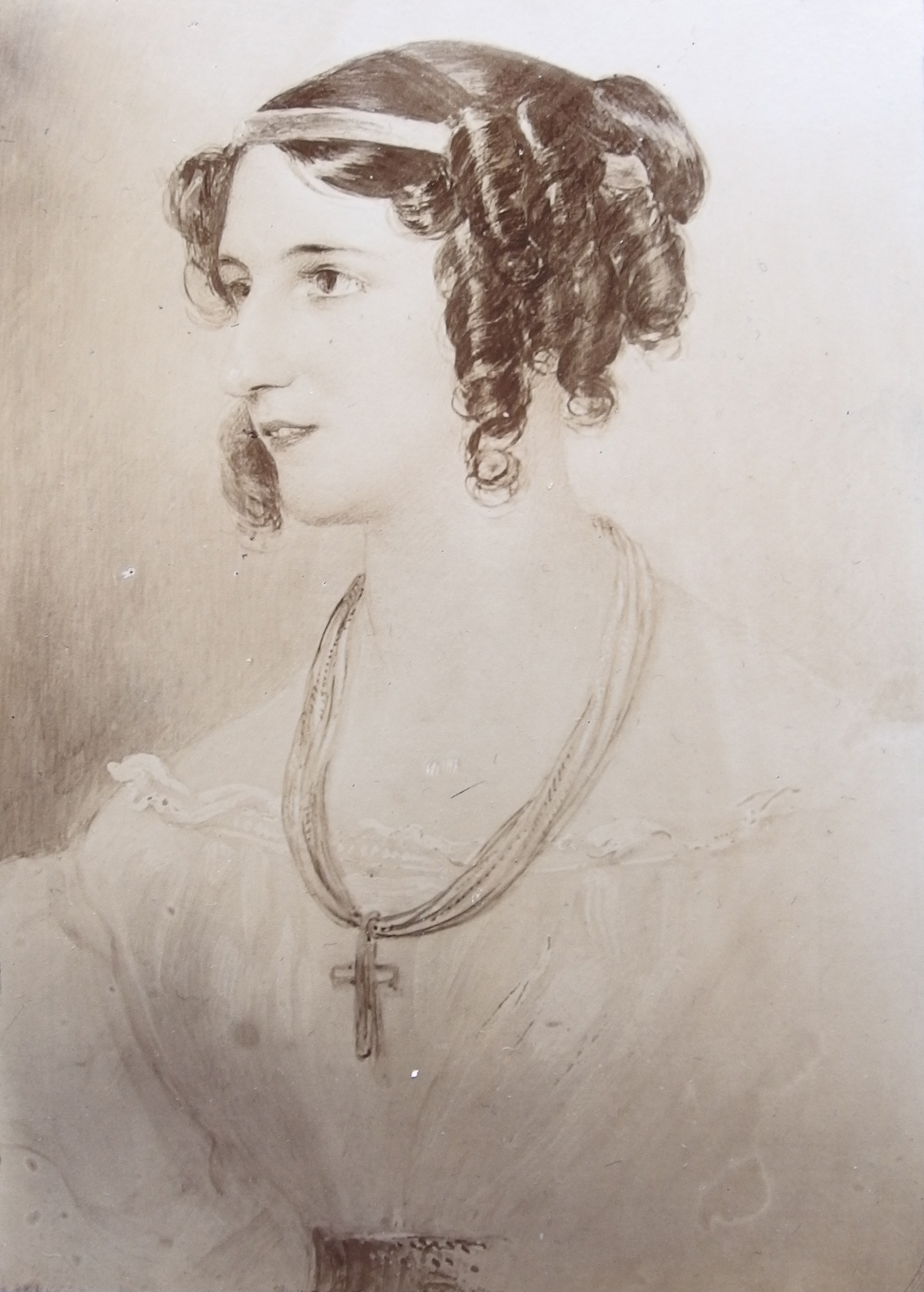
August Grahl: Lady Augusta Murray

Lady Augusta De Ameland (geborene Murray; * 27. Januar 1768 in London; † 5. März 1830 in East Cliff, Ramsgate, Kent) war eine britische Adlige.

## Leben
Sie war die zweite Tochter des John Murray, 4. Earl of Dunmore, aus dessen Ehe mit Lady Charlotte Stewart, Tochter des Alexander Stewart, 6. Earl of Galloway. Sie heiratete am 4. April 1793 in Rom Prinz Augustus Frederick, den späteren 1. Duke of Sussex und sechsten Sohn von König Georg III. Die religiöse Zeremonie fand am 5. Dezember 1793 in der St. George’s, Hanover Square in London statt. Beide Eheschließungen erfolgten ohne die Einwilligung des Königs oder des Parlaments und wurden auf Grund des Royal Marriages Act von 1772 nicht anerkannt. Im August 1794 wurde die Ehe annulliert, das Paar lebte aber weiterhin zusammen. Sie bekamen zwei gemeinsame Kinder und trennten sich erst 1801. Augusta erhielt eine Rente von 4000 Pfund im Jahr. 1806 erteilte König Georg III. ihr die Erlaubnis, den Familiennamen und das Wappen der Familie De Ameland anzunehmen, von der sie in weiblicher Linie abstammte.
Aus der Ehe gingen folgende Kinder hervor:
- Sir Augustus Frederick d’Este (1794–1848);
- Auguste Emma d’Este (1801–1866) ⚭ Thomas Wilde, 1. Baron Truro (1782–1858), Lordkanzler von Großbritannien.